# Antoni Lustyg
Antoni Lustyg (Lustig), (ur. 7 września 1752 w Prusach, zm. 5 czerwca 1815 w Połocku) – polski duchowny katolicki, jezuita, autor prac pedagogicznych.

## Życiorys
Antoni Lustyg (Lustig) był kaznodzieją i profesorem języka niemieckiego w kolegium jezuitów w Połocku. Do zakonu jezuitów Lustyg wstąpił  6 października 1768 w Łomży, święcenia kapłańskie otrzymał w roku 1776 w Połocku, gdzie wykładał w latach 1780-1786. W latach 1787–1789 pełnił funkcję prefekta szkół i profesora języka niemieckiego w kolegium jezuitów w Witebsku, następnie w Orszy (1789-1791) i wreszcie w Mohylewie (1791-1792), gdzie w latach 1793-1802 był też rektorem. Obok pracy pedagogicznej Lustyg był asystentem wikariusza generalnego (1799-1815), miejscowym prowincjałem (1802-1805), zorganizował stacje misyjne w okolicach Saratowa,  wreszcie został rektorem kolegium jezuitów w Połocku w latach 1805-1812.
Antoni Lustyg przygotowywał otwarcie Akademii Połockiej, w którym wziął udział, zostając rektorem tej uczelni do roku 1814. Jemu też Akademia zawdzięczała przetrwanie wojen napoleońskich. Przygotował przekształcenie kolegium w Akademię Połocką i brał udział w jej otwarciu w 1812.